# Thanh Hà, Hải Phòng
Thanh Hà là xã thuộc thành phố Hải Phòng, Việt Nam.

## Địa lý
Thị trấn Thanh Hà nằm ở trung tâm huyện Thanh Hà, cách thành phố Hải Dương 20 km về phía tây bắc, có vị trí địa lý:
- Phía đông giáp xã Thanh Tân
- Phía tây giáp các xã An Phượng, Tân An, Thanh Hải
- Phía bắc giáp các xã Cẩm Việt, Liên Mạc, Tân Việt
- Phía nam giáp xã Thanh Sơn.

Thị trấn Thanh Hà có diện tích 9,03 km², dân số năm 2022 là 16.412 người, mật độ dân số đạt 1.817 người/km².
Sông Hương chảy qua phần phía bắc và đông của thị trấn Thanh Hà, tách biệt khu Hà Bắc (xã Cẩm Việt) với thị trấn Thanh Hà.

## Hành chính
Thị trấn Thanh Hà được chia thành 12 khu: 1 (xóm Tranh), 2 (xóm Sậy), 3 (xóm Chỗ), 4 (xóm Cầu Vông), 5 (xóm Chiền), 6 (các xóm Dội, Gạo), 7 (xóm Kỳ), 8 (Xóm Cõi), 9 (thôn Ngư Đại), Khu dân cư Xuân An, Khu dân cư An Lão, Khu dân cư Đa Khê

## Lịch sử
Địa bàn thị trấn Thanh Hà vốn là tổng Hương Đại (gồm 2 xã: Hương Đại và Ngư Đại), huyện lỵ huyện Thanh Hà, phủ Nam Sách, tỉnh Hải Dương.
Năm 1968, huyện Nam Sách và huyện Thanh Hà hợp nhất thành huyện Nam Thanh, nơi đây không còn là huyện lỵ và được gọi là xã Thanh Bình.
Thị trấn Thanh Hà được thành lập vào ngày 17 tháng 2 năm 1997 theo Nghị định số 11-CP của Chính phủ trên cơ sở toàn bộ diện tích và dân số của xã Thanh Bình.
Ngày 24 tháng 10 năm 2024, Ủy ban Thường vụ Quốc hội ban hành Nghị quyết số 1250/NQ-UBTVQH15 về việc sắp xếp đơn vị hành chính cấp xã của tỉnh Hải Dương giai đoạn 2023 – 2025 (nghị quyết có hiệu lực từ ngày 1 tháng 12 năm 2024). Theo đó, sáp nhập toàn bộ 3,76 km² diện tích tự nhiên và quy mô dân số là 6.721 người của xã Thanh Khê vào thị trấn Thanh Hà.
Thị trấn Thanh Hà có 9,03 km² diện tích tự nhiên và quy mô dân số là 16.412 người.

## Kinh tế - xã hội
Thị trấn Thanh Hà có trường THPT Thanh Hà, trường THPT Thanh Bình, Trung tâm GDTX huyện Thanh Hà, trường THCS chuyên Chu Văn An, trường THCS thị trấn Thanh Hà, trường TH thị trấn Thanh Hà, trường Mầm non thị trấn Thanh Hà.
Thị trấn là nơi giao nhau của hai đường tỉnh lộ 190A (thành phố Hải Dương – Chợ Nứa – Thị trấn – Cầu Gùa – Vĩnh Lập) và đường tỉnh lộ 190B (thành phố Hải Dương – Chợ Cháy – Thị trấn).
Những cảnh quan đẹp của thị trấn Thanh Hà là chùa Minh Khánh (khu 3, lễ hội hàng năm vào 30/10 và 1/11 âm lịch); quảng trường nhà văn hóa Lao động huyện (đối diện khu vực trường THPT Thanh Hà),....